# Le Faouët (Morbihan)
 Le Faouët  (en bretón Ar Faoued) es una población y comuna francesa, situada en la región de Bretaña, departamento de Morbihan, en el distrito de Pontivy y cantón de Le Faouët.

## Geografía
Le Faouët se sitúa sobre una colina que culmina a 152 metros de altitud en el noroeste del departamento de Morbihan. Se comunica principalmente a través de la carretera departamental 769, que une Lorient y Roscoff.

## Historia
Le Faouët fue un dominio señorial durante la Edad Media y la Edad Moderna dependiente de diversas familias nobles. La más destacable fue la de Bouteville, a quienes se debe la construcción del Mercado y de las capillas de Saint-Fiacre y de Sainte-Barbe, dos joyas del gótico flamígero.

## Lugares y monumentos
- Mercado del Faouët. Es una construcción única por ser uno de los pocos ejemplos de arquitectura civil de finales del siglo XV y comienzos del siglo XVI en madera de estas características que han llegado hasta nuestros días en buen estado de conservación.
- Museo del Faouët. Situado en un antiguo convento de Ursulinas del siglo XVII, el museo está abierto desde 1987. Presenta una colección de dibujos, pinturas, grabados y esculturas centrada en los pintores que se instalaron en Le Faouët entre mediados del siglo XIX y mediados del siglo XX, cuando Le Faouët fue una de las pocas poblaciones del interior de Bretaña que llamó la atención de la comunidad artística.[3]
- Capilla Saint-Fiacre. Reconstruida a partir de 1450, su excepcional coro alto en madera policromada le valió a su escultor la carta de nobleza. Se encuentra en un barrio a escasos kilómetros del centro urbano de Le Faouët.
- Capilla Sainte-Barbe. Edificada en mitad de una pronunciada colina que domina el valle del Ellé, se encuentra algo alejada del centro de Le Faouët.

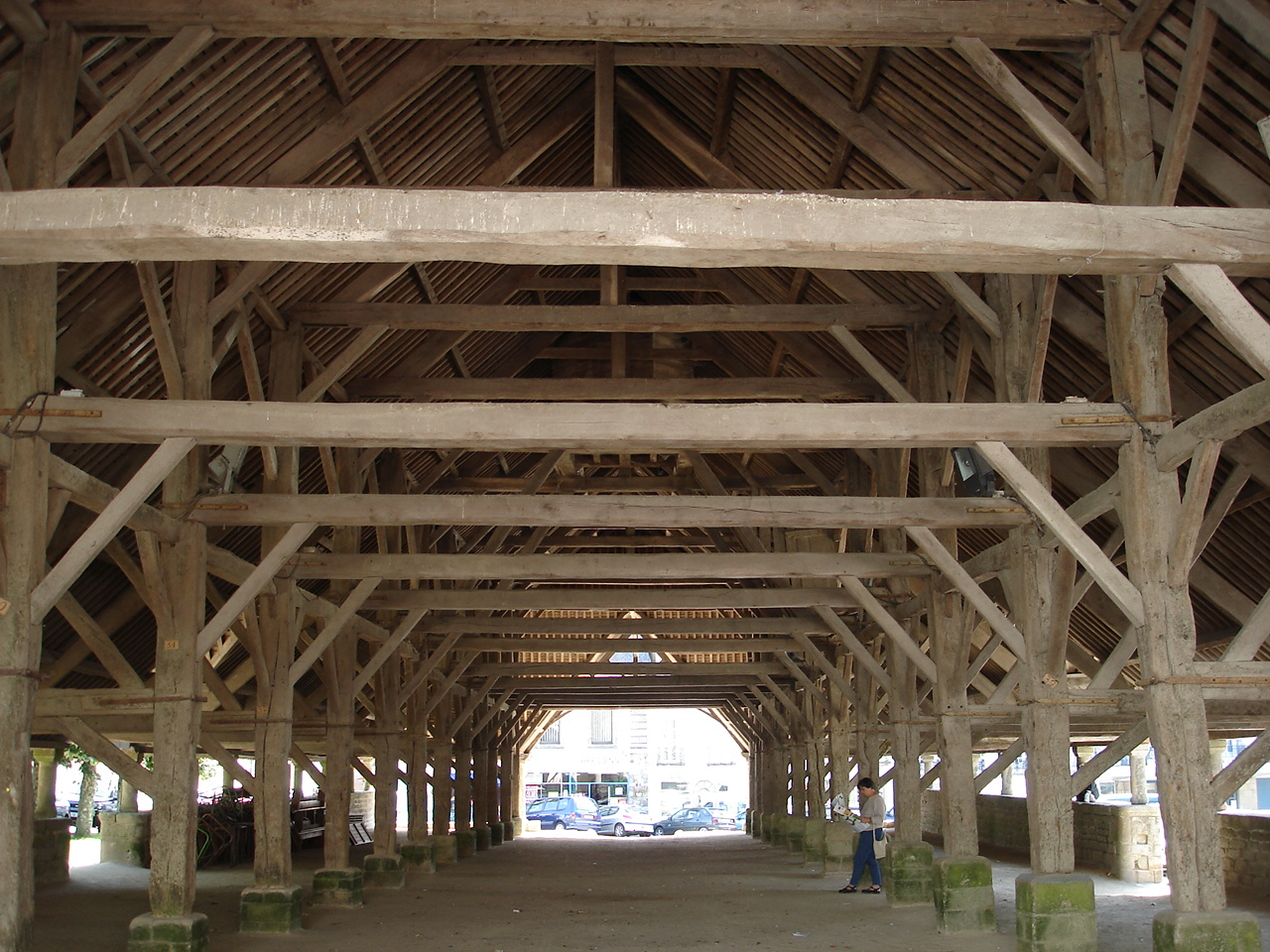
Interior del mercado.
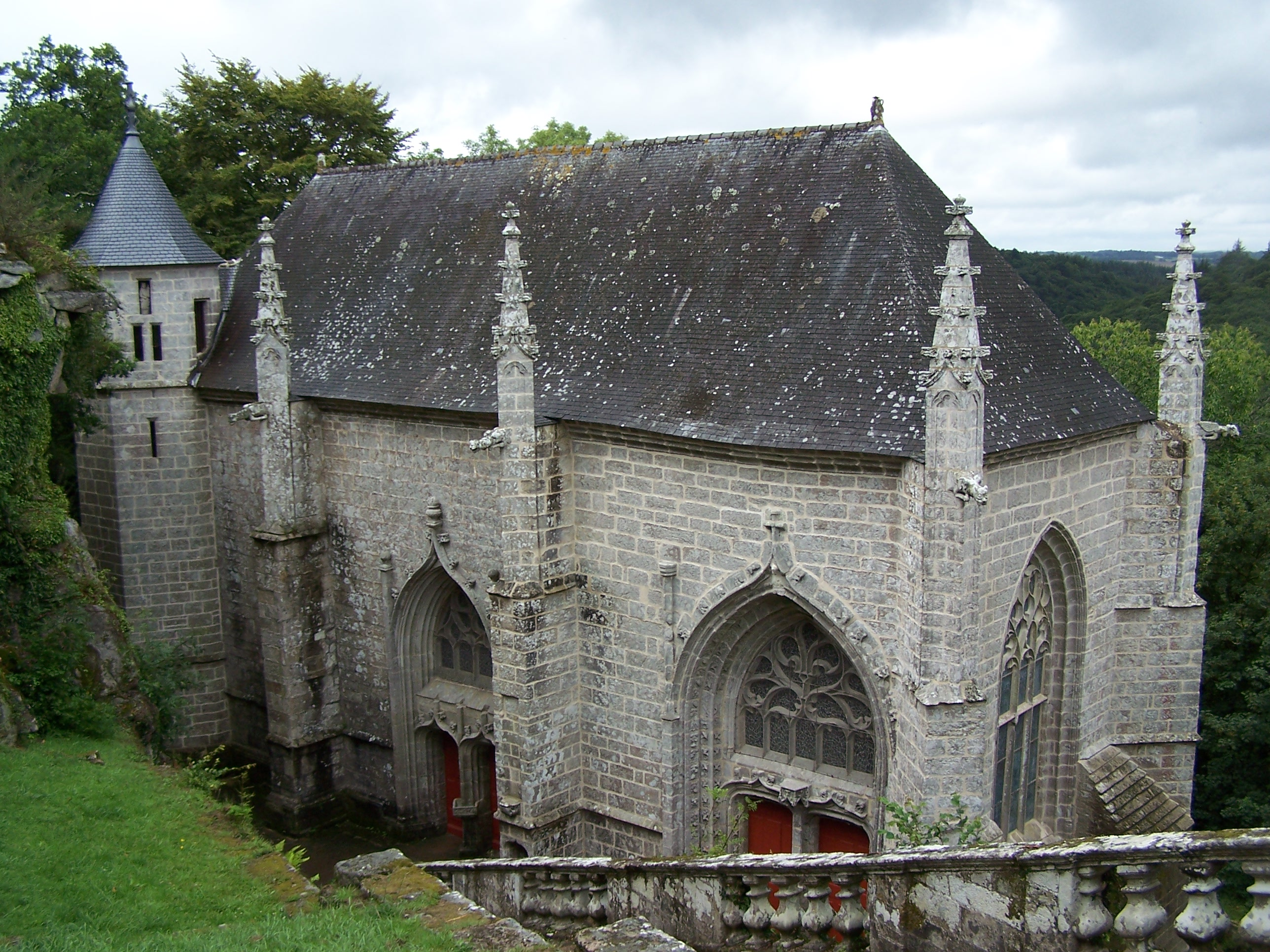
Capilla Sainte-Barbe.
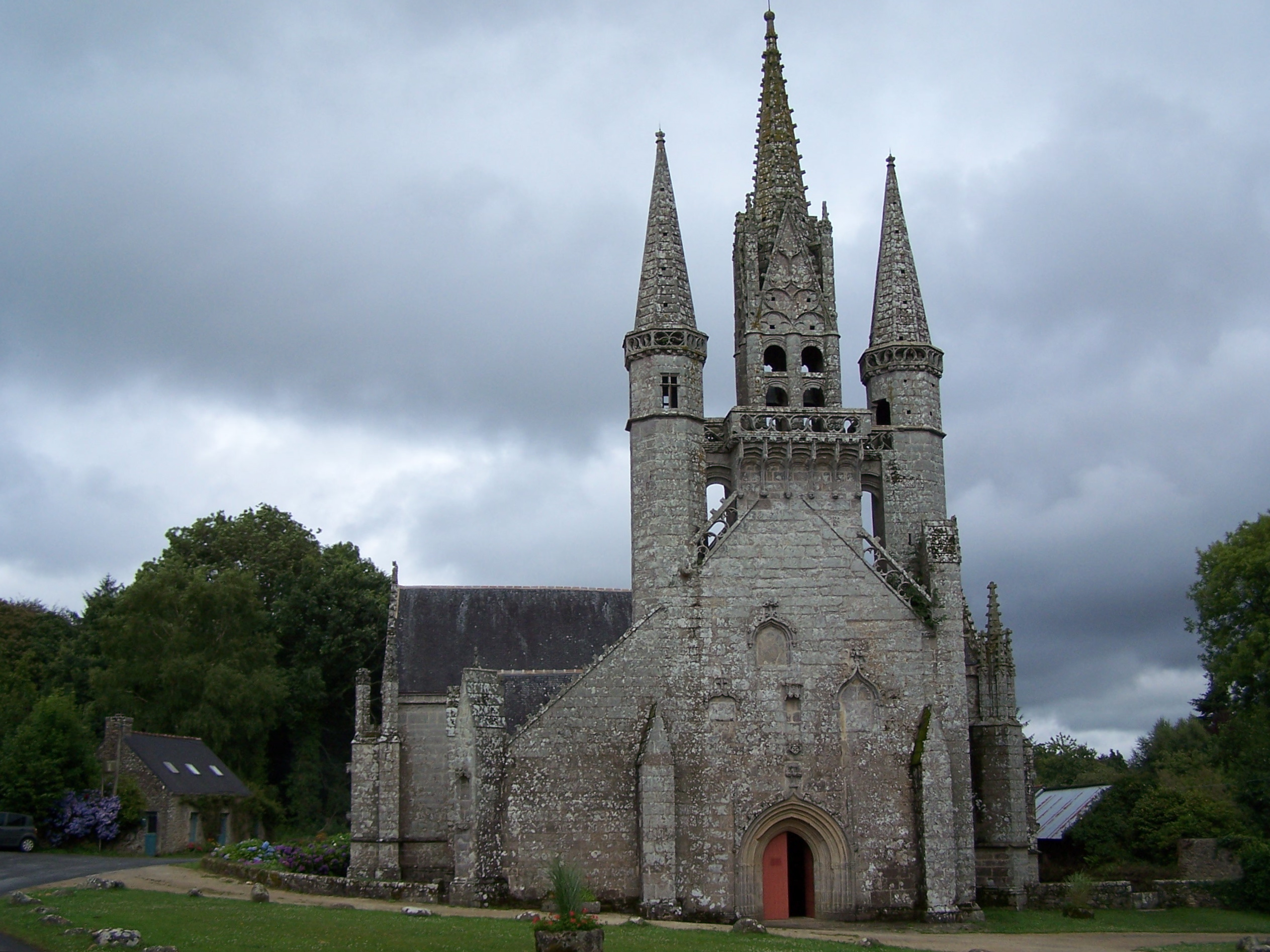
Portada de la Capilla Saint-Fiacre.
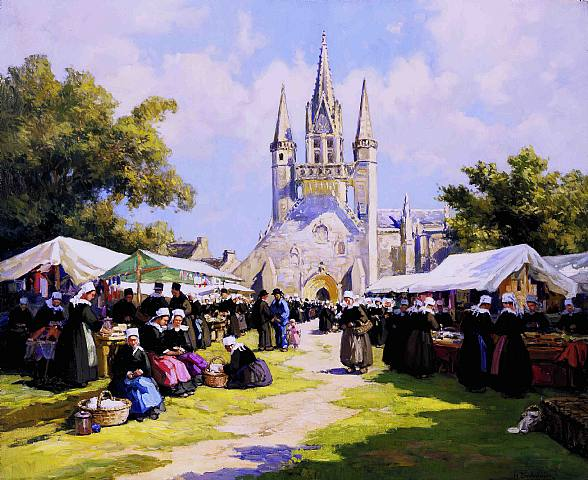
Capilla Saint-Fiacre, por Henri Alphonse Barnoin (1882–1940)
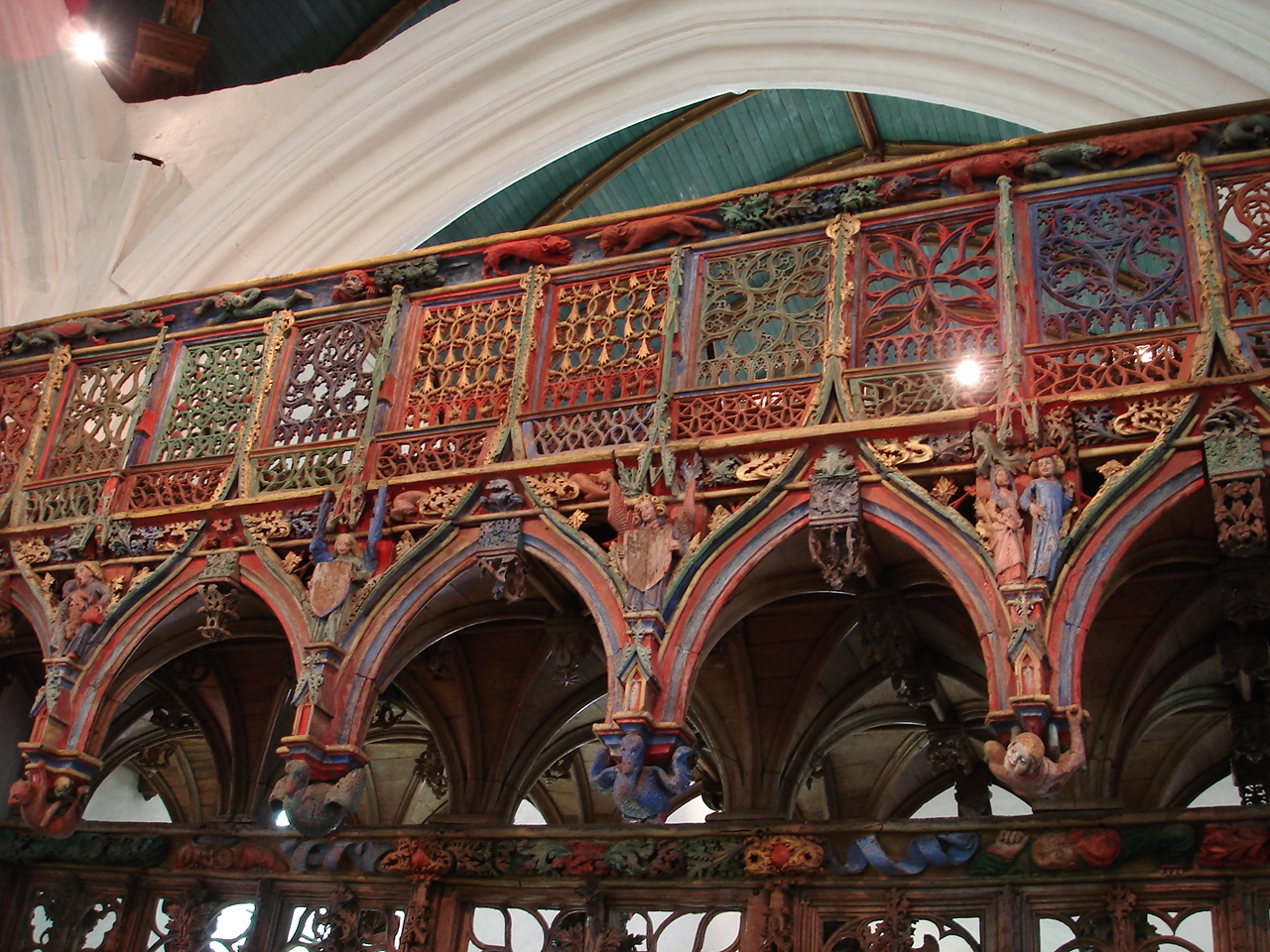
Coro alto de la Capilla Saint-Fiacre.

## Demografía
| 3057 | 3048 | 3149 | 3177 | 2869 | 2806 |
| Para los censos de 1962 a 1999 la población legal corresponde a la población sin duplicidades (Fuente: INSEE [Consultar]) |      |      |      |      |      |